# 日本生命札幌ビル

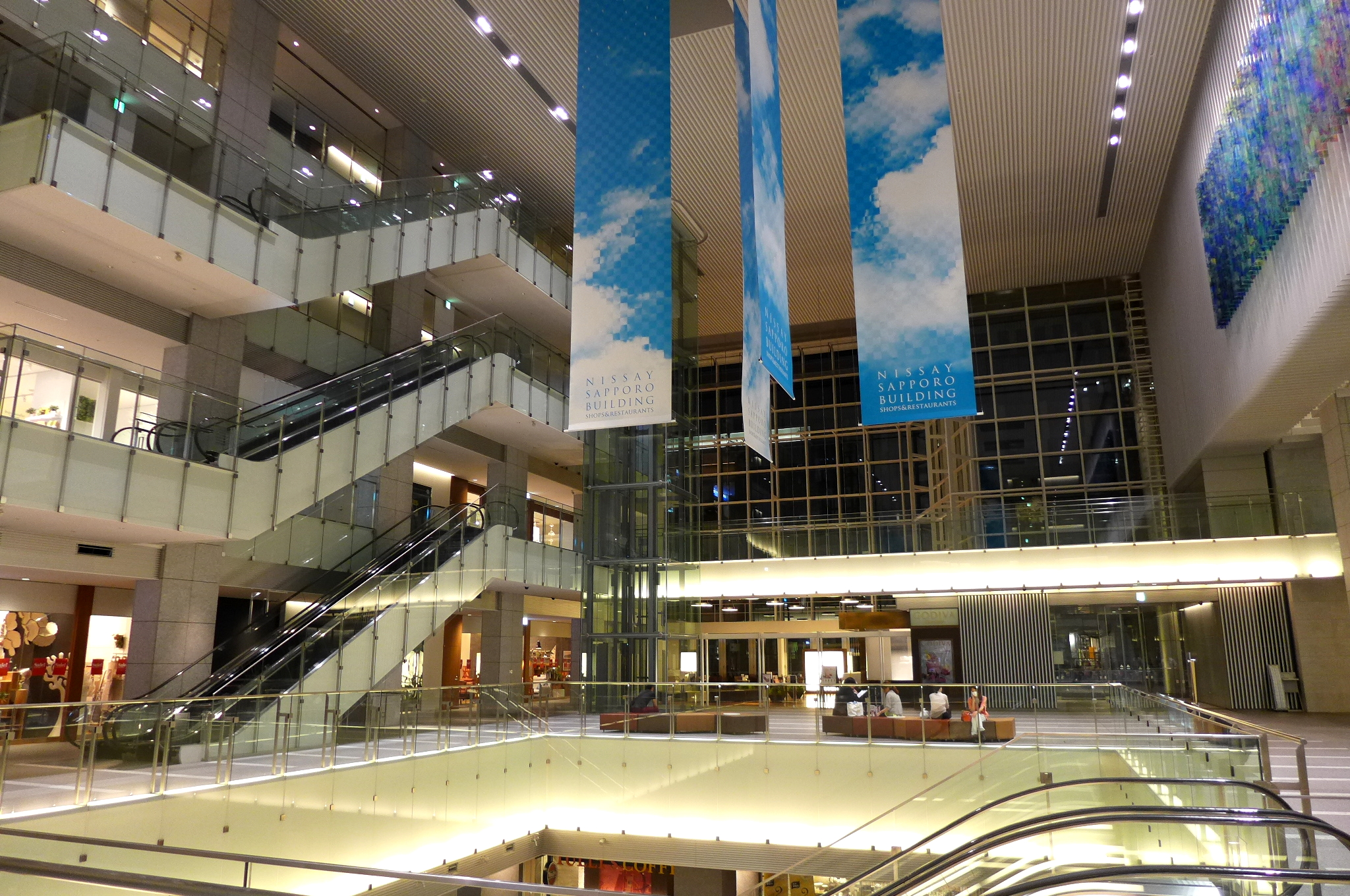
ホール

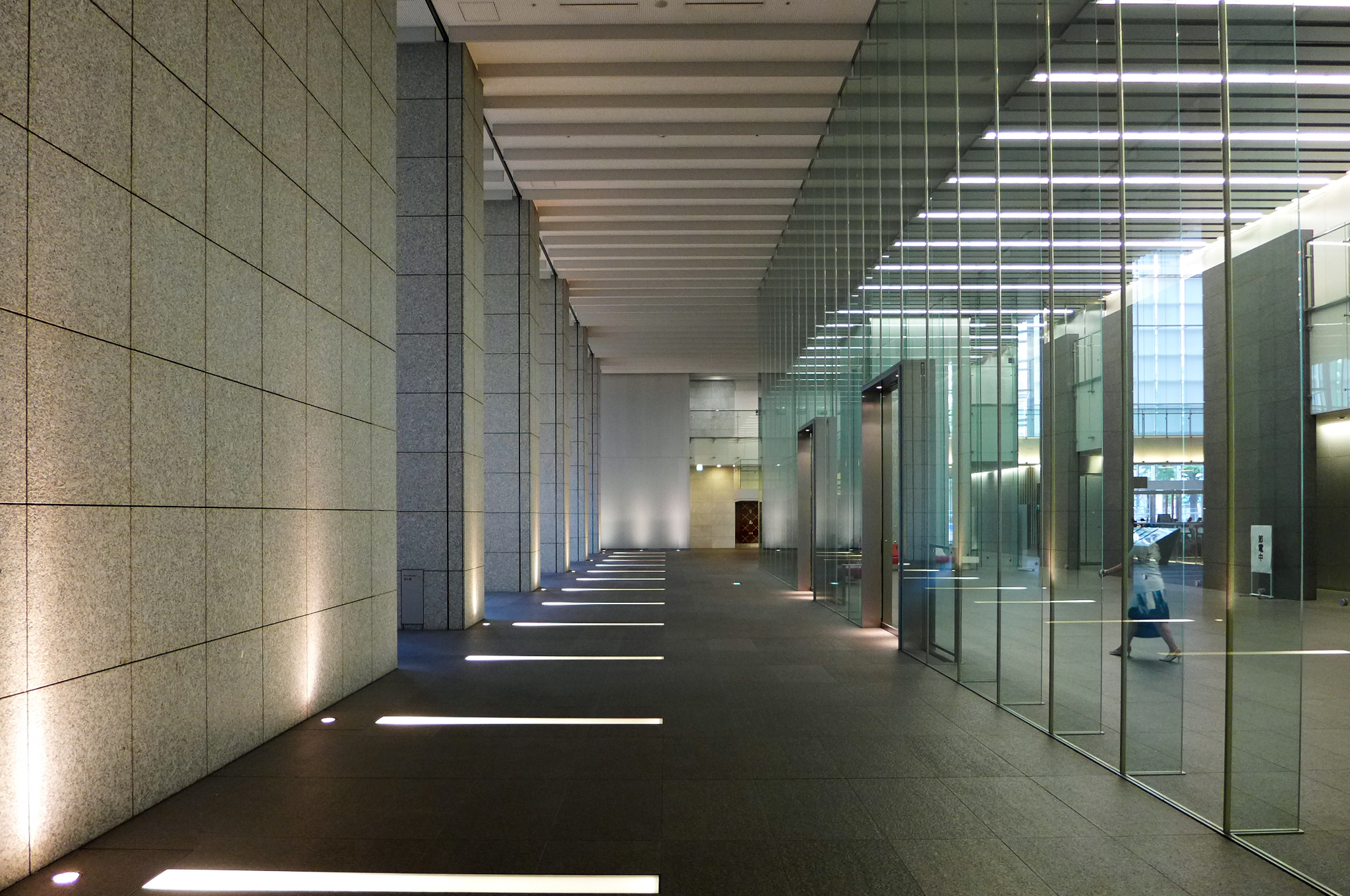
オフィスロビー

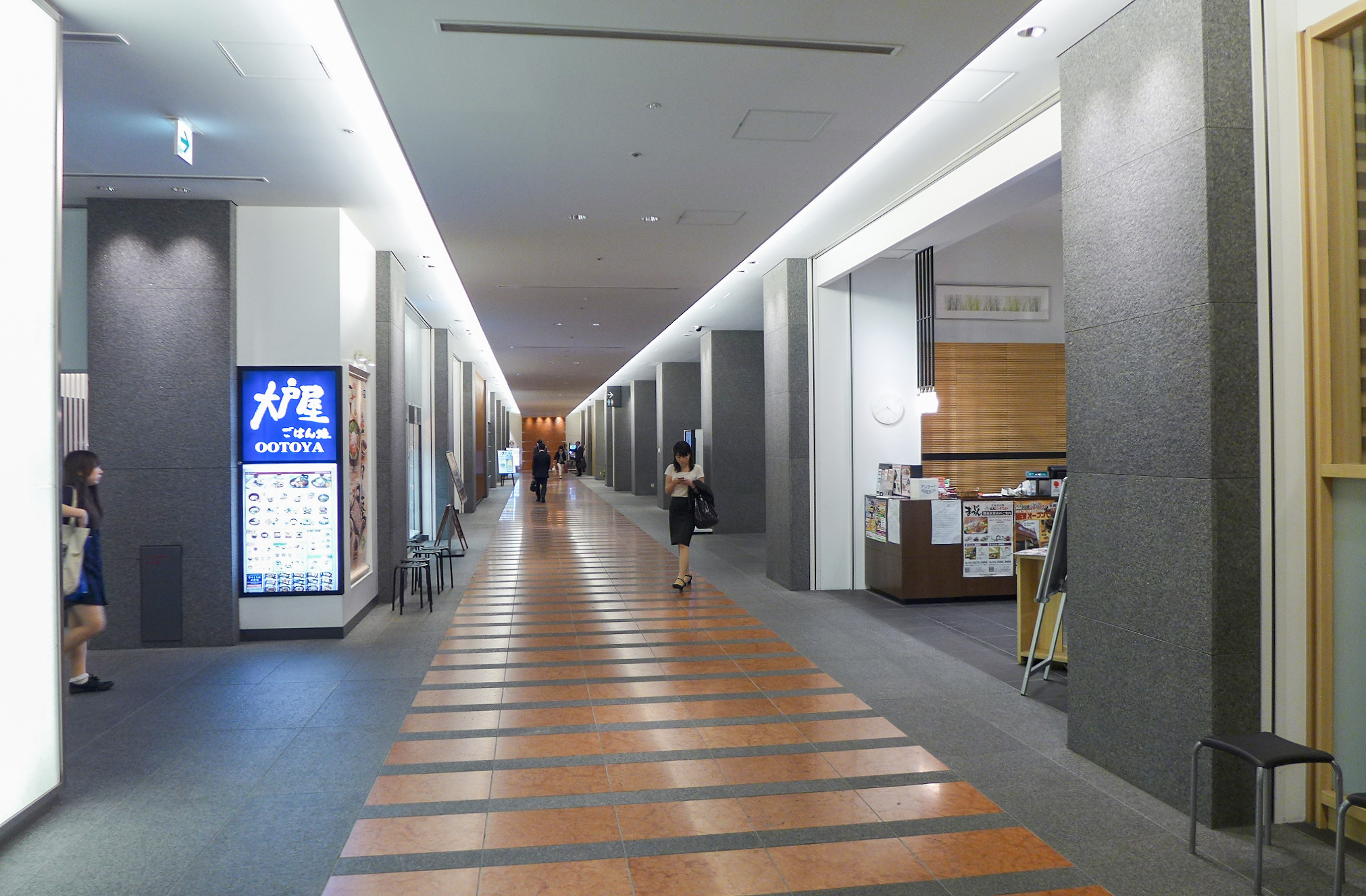
Basement restaurants

日本生命札幌ビル（にほんせいめいさっぽろビル）は、北海道札幌市中央区北3条西4丁目に所在する超高層ビル。2006年秋に地上23階建のオフィス棟が敷地西側に竣工し、次いで2009年11月20日に札幌駅前通に面する地上4階建の低層棟がオープンした。

## 概説
北海道庁旧本庁舎の東にあった旧・札幌第1合同庁舎の跡地（5,930㎡）を日本生命保険が2000年に45億円で落札し、隣接する旧・日本生命札幌ビル（1962年竣工）の敷地と一体化して開発する計画で、都市再生特別地区の指定により高さ・容積率制限の緩和措置を受けた。
オフィス棟は北海道最大規模の延べ床面積を誇るオフィスビルとなることからテナントの入居状況が注目されたが、大手企業を中心に入居企業を絞り込みながらも竣工直前の2006年8月時点で約80％の稼働率を確保、翌2007年4月までに賃貸部分が満室となりテナントの新規募集を終了した。
低層棟は札幌市営地下鉄さっぽろ駅と大通駅とを結ぶ「札幌駅前通地下歩行空間」と直結する商業アトリウムであり、2010年10月に愛称「noasis 3.4」が制定された。1階エレベーターホールにはイタリアの高級家具メーカーであるカッシーナ社のソファ（ASPEN）が配され、その空間に花を添えている。

## 入居施設

### 主要テナント
- 日本生命保険 札幌支社
- ベルシステム24
- あいおいニッセイ同和損害保険 北海道損害サービス部自動車サービスセンター
- 松井証券 札幌センター（コールセンター）
- 損害保険ジャパン 札幌コールセンター
- 野村證券 札幌支店
- 日本政策投資銀行 北海道支店
- キヤノンマーケティングジャパン 札幌支店
- 荏原製作所 北海道支店
- KDDI 北海道支社
- WOWOW 札幌カスタマーセンター
- 日本甜菜製糖 札幌支社
- オカムラ 北海道支店
- 出光興産 北海道支店
- 第一三共 札幌支店
- スルガ銀行 札幌支店
- 七十七銀行 札幌支店
- キヤノンシステムアンドサポート 北海道支社
- クリプトン・フューチャー・メディア
- 日本コンセントリクスビジネスサービス

### 医療機関（メディカルプラザ）
すべて3階に入居。
- にし歯科クリニック
- 大道内科・呼吸器科クリニック
- 道庁前眼科
- 産科・婦人科 ひなたクリニック
- ユキコカンガルー助産院
- さっぽろ駅前クリニック 北海道リワークプラザ（心療内科・精神科）
- 赤れんが皮フ科クリニック
- 道庁前はやし耳鼻咽喉科

### ショップ等（noasis 3.4）
- セイコーマートニッセイ札幌ビル店　1F
- inZONE with ACTUS（インテリア・雑貨）　1F
- ナッツリゾートデュオ（イタリア料理）　1F
- ゴディバ（チョコレート）　1F
- デリフランス（カフェ・ベーカリー）　B1F
- 大戸屋ごはん処（和食）　B1F
- 花旬庵（そば・うどん）　B1F
- 立ち呑み処 酔円（立ち呑み）　B1F
- 梅光軒（旭川ラーメン）　B1F
- 松尾ジンギスカン まつじん（ジンギスカン）　B1F
- あさひ川井泉（とんかつ）　B1F
- タリーズコーヒー（カフェ）　B1F
- 函館うに むらかみ（和食）　B1F
- モスバーガー（ハンバーガー）　B1F
- サーティワンアイスクリーム（アイスクリーム）　B1F
- サブウェイ（サンドウィッチ）　B1F
- 築地銀だこハイボール酒場（たこ焼き）　B1F
- PRONTO IL BAR　（カフェ＆バー）B1F
- イルムス（インテリア）　2F
- サブウェイ - オフィス勤務者向け3F
- 英会話イーオン（英会話教室）　3F
- 島村楽器（楽器、教室）　4F